# Datsun DC-3
Datsun DC-3 è un'autovettura prodotta dalla casa automobilistica nipponica Nissan nel 1952 e venduta con il marchio Datsun. 

## Descrizione
Era alimentato dal motore Nissan D10, un propulsore con cilindrata di 860 cc a quattro cilindri in linea che produceva 20 CV di potenza e spingeva alla velocità massima di 70 km/h. 
Meccanicamente la vettura era dotata di sospensione a balestra e di un cambio manuale a tre velocità. L'abitacolo poteva ospitare quattro passeggeri. Furono costruiti 50 esemplari: di questi, 30 sono stati venduti, mentre le restanti auto sono state convertite in veicoli commerciali.